# 库兰钦察
库兰钦察，哈萨克族中玉兹钦察部（奇布察克部）的一个大氏族。

## 谱系
一说库兰钦察部的始祖是阿克塔姆和卓（Ақтам-қожа），阿克塔姆和卓生苏利马里普（Сүлімалып），苏利马里普生阿克贝克（Ақкөбек），阿克贝克生穆伊兹迪（Мүйізді）和萨利亚毕兹（Сарыабыз），萨利亚毕兹生库坦（Құтан）和库兰（Қүлан）。阿克塔姆和卓和卡拉和卓（Қарақожа）是一母同胞的兄弟，父亲是詹纳利兹（Жанарыс），母亲是詹纳利兹的第一位妻子。一说库兰钦察部的始祖是库拉（Құла）。

## 分支
库兰钦察分为四支（ата）：普西曼库尔（Пұсырманқұл）、凯达维尔（Қайдауыл）、克里木和卓（Қырымқожа）和布加兹（Бұғаз）。十月革命前，普西曼库尔部和凯达维尔部生活在七河地區，在中国也有分布。克里木和卓部和布加兹部则主要生活在卡拉干達、阿克莫拉、乌勒套、热兹迪、埃西尔、图尔盖、额尔齐斯等地区。四个分支中以布加兹部最为常见。

## 相关
卡里汗·依沙克（Қалихан Ысқақ）创作有小说《库兰之死》（Құланның ажалы），主角便来自库兰钦察部。